# اغتيال ألكسندر الثاني قيصر روسيا

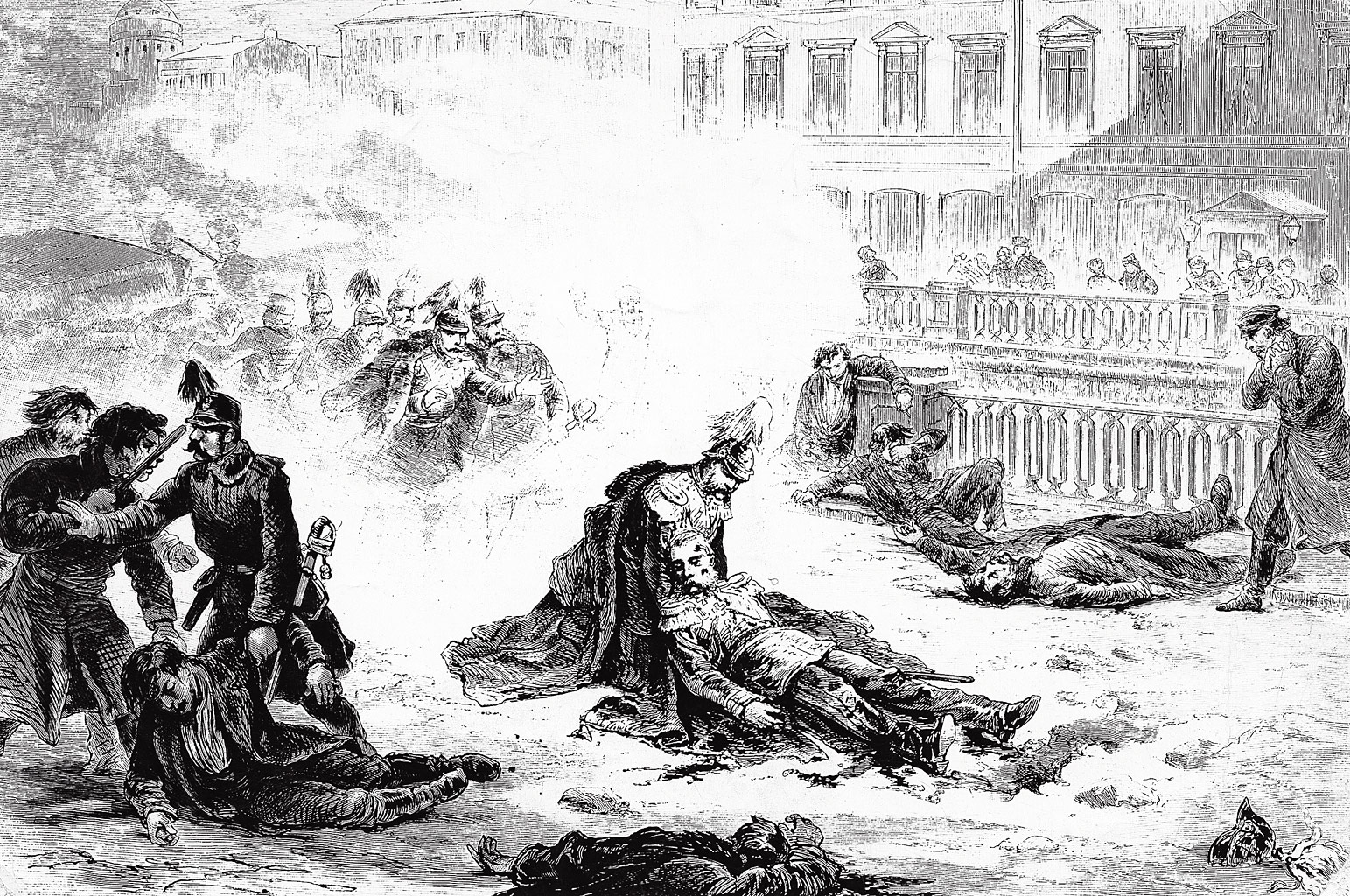
رسم بعنوان "اغتيال ألكسندر الثاني" (1881) بقلم الفنان السويدي غوستاف برولينغ

اغتيل ألكسندر الثاني قيصر روسيا في الثالث عشر من مارس عام 1881 في سانت بطرسبرغ في روسيا. قام بذلك منظمة تدعى نارودنايا فوليا.
تعرضت عربة القيصر ألكسندر الثاني أثناء مرورها من أحد الجسور القاطعة للقناة لهجوم بقنبلة يدوية ما أدى إلى انفجارها كان قد رماها أحد اللاسلطويين في يوم الثالث عشر من مارس (بالتقويم اليولياني: الأول من مارس) عام 1881. إلَّا أن القيصر استطاع الخروج من عربته بعد تخلخله من مكانه دون أن يُصاب بأذى وبدأ يزجر الجانِي المُفترض، وفي تلك الأثناء اغتنم جانٍ آخر يدعى إيغانسي الفرصة فاِندفع رامياً قنبلة أخرى انتحر على أثرها وأصاب فيها القيصر بجروحٍ مميتة. أُخِذَ القيصر إلى قصر الشتاء وهو ينزف نزفاً شديداً ومن ثم قضى حتفه بعد عدة ساعات من هذا الهجوم المباغت.
بُنيت كنيسة المخلص على الدم في سانت بطرسبرغ بعد سنتين على اغتيال ألكسندر الثاني عام 1883 خلال عهد الإمبراطور ألكسندر الثالث كمعلم تذكاري لوالده.

## المتأمرين
دُبِّر لاغتيال القيصر اللجنة التنفيذية لمنظمة نارودنايا فوليا ("الإرادة الشعبية") الإرهابية التي كانت قد تأسست عام 1879. كان أندري چيليابوف المنظَّم الرئيسي لعملية الاغتيال.

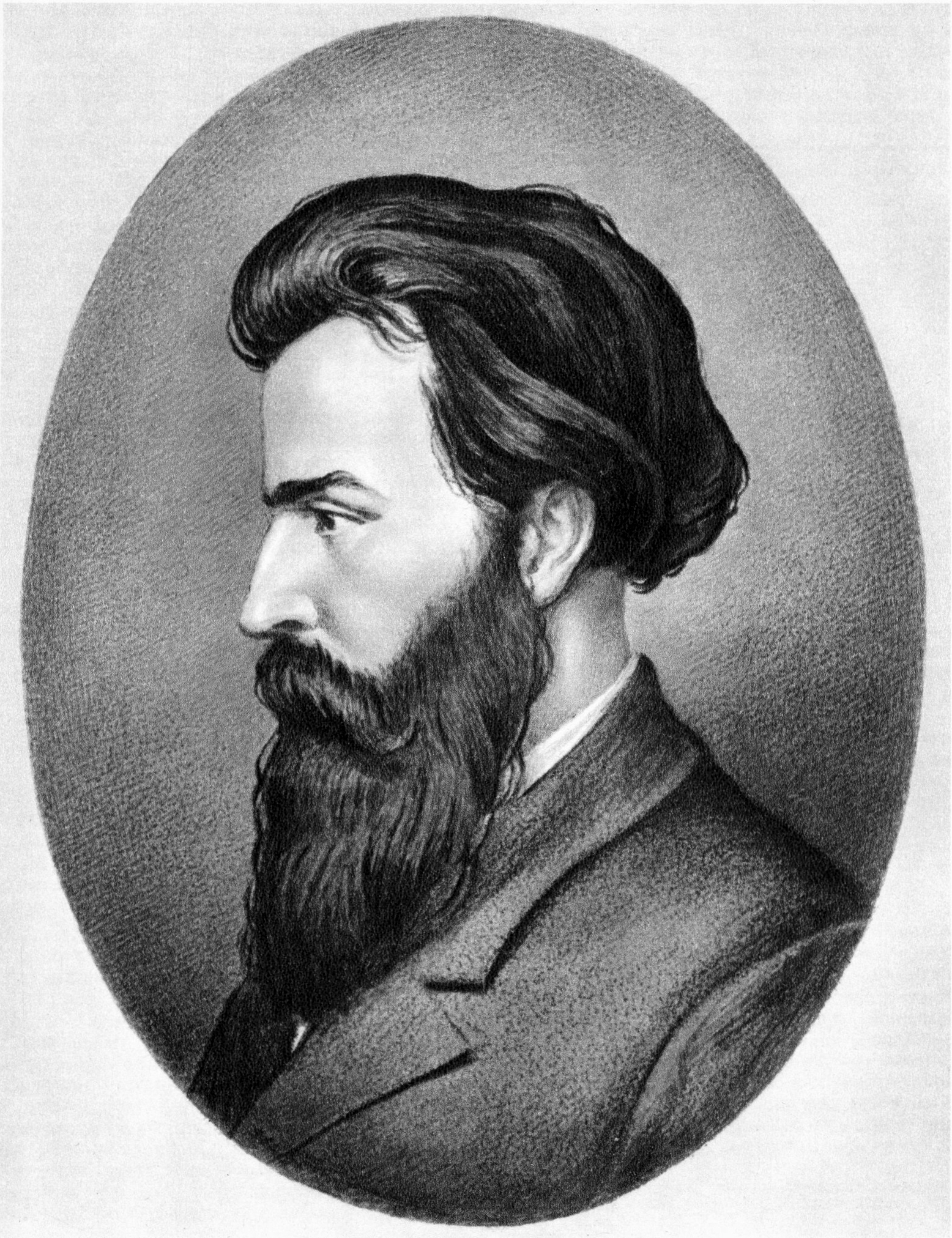
Andrei Zhelyabov
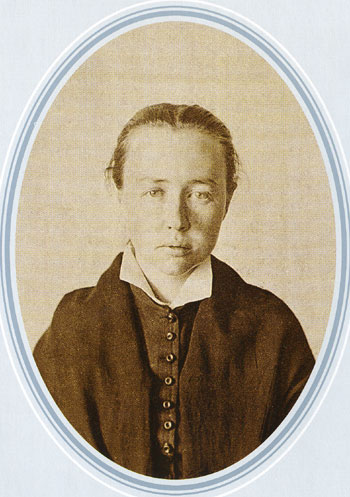
Sophia Perovskaya
Nikolai Rysakov
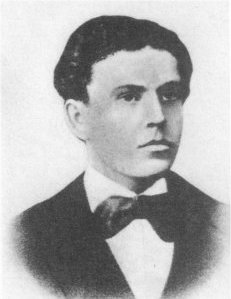
Ignacy Hryniewiecki
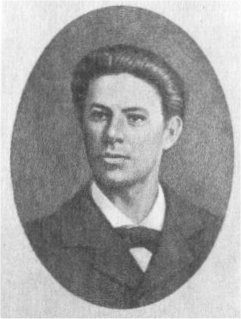
إيفان يميليانوف
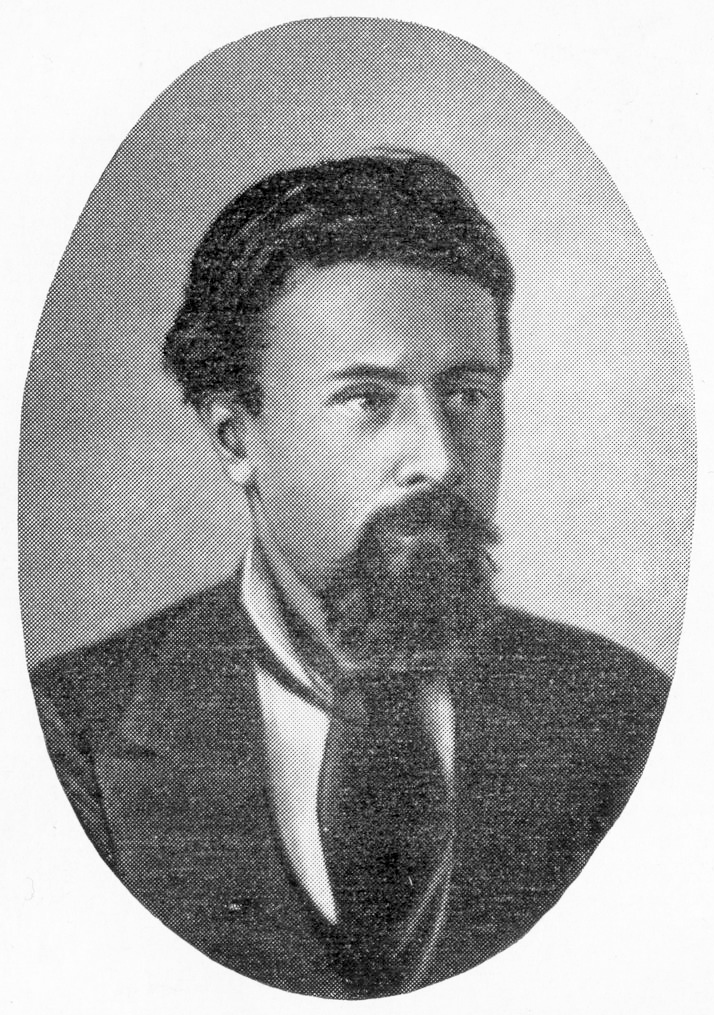
نيكولاي كيبالتشيتش
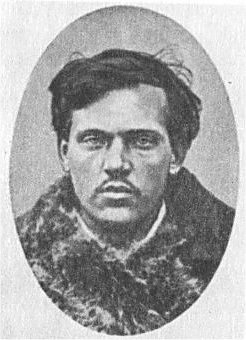
Timofey Mikhaylov
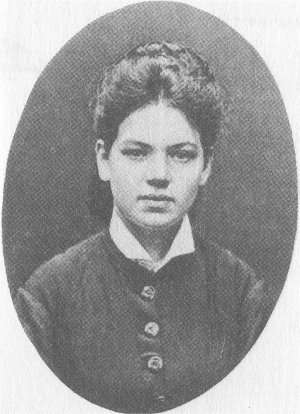
Gesya Gelfman
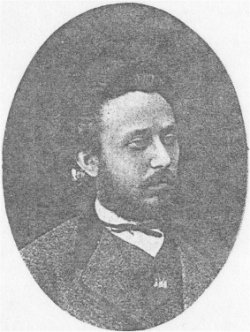
Nikolai Sablin